# Argoules
 Argoules  es una población y comuna francesa, situada en la región de Picardía, departamento de Somme, en el distrito de Abbeville y cantón de Rue.

## Demografía
| 460 | 446 | 560 | 451 | 363 | 335 |
| Para los censos de 1962 a 1999 la población legal corresponde a la población sin duplicidades (Fuente: INSEE [Consultar]) |     |     |     |     |     |

## Lugares de interés
- Abadía cisterciense de Valloires, románica, fundada en el siglo XIII
- Jardines de Valloires creados por el botánico y paisajista Gilles Clément.